# Allué
Allué est un village de la province de Huesca, situé à environ cinq kilomètres à l'est de la ville de Sabiñánigo, à 860 mètres d'altitude. Il compte actuellement sept habitants (INE, 2013). L'église du village, construite au milieu du XIIe siècle et agrandie au XVIIe siècle est dédiée à saint Jean-Baptiste ; elle a été restaurée en 1982-1983 - les tuiles du toit ont été remplacées par des lauzes à la fin des années 2000 - et peut être visitée.